# جامعة كيبيك في مونتريال
جامعة كيبيك في مونتريال هي جامعة عامة في كندا، تأسست عام 1969. تقع في مدينة مونتريال. الجامعة تنتمي إلى شبكة جامعة كيبيك، وتمثل أكبر جامعة في الشبكة.
. في عام 2015 ، وفقًا لتصنيفات كيو إس وورلد وتايمز للتعليم العالي (QS world University Rankings) و جريدة Times Higher Education، تعد جامعة كيبيك في مونتريال من بين أفضل 100 جامعة في العالم تم إنشاؤها في الخمسين عامًا الماضية.
حصلت الجامعة على جائزة التفوق المتميز (Outstanding Delegation Award) تسع مرات في السنوات الإحدى عشرة الماضية، ب نيو يورك، وهي من أكثر الجائزات المرموقة في الرقمنة للامم المتحدة (United Nations).

## إحصائيات
بلغ عدد طلاب الجامعة حوالي 40738 طالبًا في خريف عام 2018، بما في ذلك 3859 طالبًا أجنبيًا من 95 دولة، في إجمالي 310 برامج دراسية منفصلة

## تاريخ
تم إنشاء الجامعة في 9 أبريل 1969 من قبل حكومة كيبيك، بعد دمج كلية الفنون الجميلة في مونتريال وكوليج سانت ماري وثلاث كليات لتدريب المعلمين.

### دمقرطة التعليم العالي
قبل وصول جامعة كيبيك إلى مونتريال، كان الوصول إلى التعليم العالي محدودًا في الفصول الدراسية الناطقة باللغة الفرنسية. بفضل سياسة تسمح بقبول البالغين من ذوي الخبرة المهنية ذات الصلة الي الجامعة، تمكن الطلاب من توسيع الفئات الاجتماعية المستبعدة سابقًا من التعليم العالي، مما خلق مناخا عاما من الانفتاح والإدماج.

### ولادة النقابة الجامعة
شهدت جامعة كيبيك في مونتريال نشأت أول نقابة مهنية الأساتذة الجامعين في كيبيك. وقد شاركت نقابة الأساتذة بجامعة كيبيك، والتي كانت تابعة لها منذ نشأتها عام 1970 إلى اتحاد النقابات العمالية الوطنية (CSN) ، في الجهود المبذولة لإضفاء الطابع الديمقراطي على عمل الهيئات الجامعية.

### التراث المبني
في منتصف السبعينيات، تم تأكيد بناء الحرم الجامعي لجامعة كيبك في مونتريال في منطقة سان جاك. تم ادماج كنيسة سان جاك القديمة في مونتريال الي الحرم الجامعي، وتم نقل المؤمنين إلى كنيسة نوتردام دي لورد (Notre-Dame de Lourdes). إختار المهندس ديميتري ديماكوبولوس Dimitri Dimakopoulo ، مهندس الجامعة، احترام خطط جون أوستيل وفيكتور بورغو من خلال اتخاذ قرار ببناء المبنى الجديد حول سور صحن الكنيسة المطل على شارع سانت كاترين، لتثمين التراث المعماري للكنيسة، مثل الجرس والبوابة و قد صنفت هذه الآثارمن الآثار التاريخية من قبل حكومة كيبيك.
تم افتتاح جناحي أوبر أكين Hubert-Aquin و جاسمين سميث Judith-Jasmin في سبتمبر 1979 ، مما يمثل بداية للحرم الجامعي الجديد في مدينة منترايل. شمل هذا الحرم الجامعي نموا على مر السنين: مثل افتتاح جناح Thérèse-Casgrain في خريف عام 1989، ثم تم إضافة جناح للرقص عام 1991 (جناح Latourelle السابق) ، والذي يقع في شارع Cherrier. تم بعد ذالك افتتاح جناح العلوم الإدارية في عام 1990 ، و سمي هذا الجناح J.A. De Sève منذ عام 1995 ، ولكن تم افتتاحه رسميًا بهذا الاسم في عام 1999. أما في ما يخص علوم الموضة، فقد تم تم افتتاح جناح الأزياء في 11 مارس 2015 تبع إنشاء المدرسة العليا للموضة بالجامعة، ويقع المبنا على شارع سانت كاثرين.

## الحوكمة
كانت أحد ميزات جامعة كيبيك في مونتريال وجود هيكل مزدوج يفصل إدارة برامج البكالوريوس عن إدارة الموارد المهنية. وقد نتج عن ذلك، وجود إدارات مسولة علي البرامج الجامعية من ناحية، ومن ناحية أخرى، في وجود إدارات مسؤولة عن الإشراف على الموارد التعليمية والبرامج الأكاديمية للدراسات العليا. تتمثل ميزة هذا الهيكل المزدوج في تعزيز التخصصات في البرامج الجامعية والاستقلالية في إدارة البرامج والموارد. وميزة هذا الهيكل المزدوج هو تعزيز تعددية التخصصات في برامج البكالوريوس واستقلالية إدارة البرامج والموارد، من حيث تختص كل إدارة في مجال اختصاصها الخاص.